# Gun (bastone)

questa immagine rende l'idea della nomenclatura del Bastone e delle relative lunghezze all'interno della Scuola Chang

Il gùn (棍T, 棍S,  gùn P,  kun W) è il bastone nelle arti marziali cinesi. In Cina, il gun è conosciuto come una delle quattro armi principali, insieme al dao, al qiang e al jian. Solitamente ha una lunghezza che può variare dai 130 ai 260 centimetri, ma ne esistono anche di 4 metri.
Esistono molte varianti importanti del gun che sono utilizzate nelle arti marziali tradizionali cinesi.
Il Piccolo Dizionario delle Arti Marziali afferma che nei tempi moderni esistono due tipologie di  gùn :
- il Grande Bastone (大棍T, 大棍S,  dàgùn P,  ta kun W), costruito con il legno di báilàmù, lungo 260 centimetri (八尺T, 八尺S,  bāchǐ P,  pa ch'i W) , utilizzato nelle moderne competizioni sportive;
- il bastone all'altezza delle sopracciglia(齊眉棍T, 齐眉棍S,  qíméigùn P,   chi mei kun W),di cui molti sono costruiti con il báilàmù ed alcuni in metallo.

Lǐ Shìxìn descrive:
- Grande Asta  (大杆子T, 大杆子S,  dàgānzǐ P,  ta kan tzuW);
- Asta  (杆子T, 杆子S,  gānzǐ P,  kan tzu W)[4];
- l' Asta Frusta (鞭杆T, 鞭杆S,  biāngān P,  pian kan W) anche detta bànggùn (棒棍T, 棒棍S,  bànggùn P,  pang kun W) lunga 77 centimetri;
- Mazza del sommo polo (太極棒T, 太极棒S,  TàijíbàngP,  tai chi pang W) , anche detta Regolo del sommo polo (太極尺T, 太极尺S,  TàijíchǐP,  tai chi ch'i W), un tipo di Bastone Corto (短棍T, 短棍S,  duǎngùn P,  tuan kun W) , lungo 40 centimetri.

## Storia
Mǎ Dōngchéng  riferisce che il gùn  è l' origine degli strumenti(利器之本T, 利器之本S,  lìqìzhīběn P,  li chi chi pen W); durante l'epoca Han era  impugnato dagli ufficiali delle guardie imperiali(執金吾T, 执金吾S,  zhíjīnwú P,   chi chin wu W); durante il periodo dei Tre Regni c'era  il bastone maestoso(威嚴棒T, 威严棒S,  wēiyánbàng P,   wei yan pang W).
Wu Bin, Li Xingdong e Yu Gongbao raccontano che il bastone è il padre di tutte le armi.
La teoria di utilizzo del bastone deve molto al Classico della Spada (劍經T, 剑经S,  jiànjīngP,  chien ching W) manuale militare dell'epoca della Dinastia Ming scritto da Yu Dayou.
Un proverbio delle arti marziali recita Pugni al sud e gambe al nord, lancia ad est e bastone ad ovest(Nanquan Beitui Dongqiang Xigun, 南拳北腿东枪西棍) sottolineando la prevalenza tecnica nei quattro punti cardinali.

## Il Gun del Wushu Moderno
Nell'ambiente del Wushu Moderno o Sportivo il termine gùn (棍T, 棍S,  gùn P,  kun W) si riferisce ad un attrezzo ben preciso che ha delle caratteristiche codificate sia nell'aspetto che nel maneggio.

### Aspetto
Secondo la Enciclopedia delle Arti Marziali Cinesi il gùn  delle moderne competizioni sportive è costruito con il Frassino Americano (白蠟木T, 白蜡木S,  báilàmù P,  pai la mu W). Non può essere più corto dell'altezza dell'atleta.
Duan Ping e Zheng Shouzhi elencano le parti del Bastone: il corpo (棍身T, 棍身S,  gùnshēn P,  kun shen W), che si divide in 
- sezione posteriore (後段T, 后段S,  hòuduàn P,  hou tuan W),
- sezione media (中段T, 中段S,  zhōngduàn P,  chung tuan W)
- sezione frontale (前段T, 前段S,  qiánduàn P,  chien tuan W);

Nella sezione posteriore si trovano 
- l'impugnatura (棍把T, 棍把S,  gùnbǎ P,  kun pa W)
- l'estremità dell'impugnatura (把端T, 把端S,  bǎduān P,  pa tuan W).

Nella sezione frontale si trovano 
- la punta (棍梢T, 棍梢S,  gùnshāo P,  kun shao W)
- estremità della punta (梢端T, 梢端S,  shāoduān P,  shao tuan W).

### Maneggio
I contesti in cui si parla del maneggio del bastone sono solitamente intitolati arte del bastone(棍術T, 棍术S,  gùnshù P,  kun shu W)   Il maneggio del gùn deve tenere conto di due metodi, cioè le tecniche di impugnatura (把法T, 把法S,  bǎfǎ P,  pa fa W) e le tecniche di bastone (棍法T, 棍法S,  gùnfǎ P,  kun fa W).

#### Bafa
Queste sono alcune tecniche di impugnatura:
- presa yáng (陽把T, 阳把S,  yángbǎ P,  yang pa W)
- presa yīn (陰把T, 阴把S,  yīnbǎ P,  yin pa W)
- presa yīnyáng (陰陽把T, 阴阳把S,  yīnyángbǎ P,  yin yang pa W)
- presa in coppia (對把T, 对把S,  duìbǎ P,  tui pa W)
- presa incrociata (交叉把T, 交叉把S,  jiāochābǎ P,  chiao ch'a pa W)
- presa scivolosa (滑把T, 滑把S,  huábǎ P,  hua pa W)

#### Gunfa
Queste sono alcune tecniche di bastone:
- spazzare (掃T, 扫S,  sǎo P,  sao W)
- coprire (蓋T, 盖S,  gàiP,  kai W)
- nuvole (雲T, 云S,  yúnP,  yun W)
- penetrare (穿 T, 穿S,  chuānP, lett. "ch'uan")
- fendere (劈T, 劈S,  pīP,  p'i W)

### Nangun
Con nángùn (南棍T, 南棍S,  nángùn P, nan kun W) che significa Bastone del Sud ci si riferisce ad un'arma della categoria da gara Pugilato del Sud (南拳T, 南拳S,  nánquán P, nan ch'uan W) introdotta nel 1993 durante i Settimi Giochi Sportivi Nazionali (第七屆全國運動會T, 第七届全国运动会S,  dìqījièquánguóyùndònghuìP,  ti chi chie chuan kuo yun tong hui W). Liu Ying mostra una sequenza di base chiamata Bastone del Sud per Principianti (初級南棍T, 初级南棍S,  chūjínángùn P, ch'u chi nan kun W) composto di 16 movimenti:
- 1. posizione vuota a sinistra e palmo che copre (左虛步蓋掌T, 左虚步盖掌S,  zuǒ xūbù gàizhǎng P, tsuo hsu pu kai chang W) (in Cantonese jo heui bouh goi jeung);
- 2. posizione ad arco a destra e portare il bastone obliquamente (右弓步斜抱棍T, 右弓步斜抱棍S,  yòugōngbùxiébàogùn P, you kung pu hsie pao kun W) (in Cantonese yauh gung bouh cheh pouh gwan);
- 3. posizione ad arco a sinistra e portare il bastone obliquamente (左弓步斜抱棍T, 左弓步斜抱棍S,  zuǒgōngbùxiébàogùn P, tsuo kung pu hsie pao kun W) (in Cantonese yauh gung bouh cheh pouh gwan);
- 4. posizione del cavaliere e conficcare bastone (馬步戳棍T, 马步戳棍S,  mǎbùchuōgùn P, ma pu ch'uo kun W) (in Cantonese mah bouh cheuk gwan);
- 5. posizione del cavaliere e roteare schiacciando il bastone (馬步滾壓棍T, 马步滚压棍S,  mǎbùgǔnyāgùnP, ma pu kun ya kun W) (in Cantonese mah bouh kwan aat gwan);
- 6. posizione ad arco a sinistra e spingere con il bastone (左弓步推棍T, 左弓步推棍S,  zuǒgōngbùtuīgùn P, tsuo kung pu t'ui kun W) (in Cantonese yauh gung bouh teui gwan);
- 7. posizione ad arco a sinistra e farsi scudo con il bastone (左弓步蓋棍T, 左弓步盖棍S,  zuǒgōngbùgàigùn P, tsuo kung pu kai kun W) (in Cantonese yauh gung bouh goi gwan);
- 8. posizione del cavaliere e impugnare portando sulle spalle (馬步挑把T, 马步挑把S,  mǎbùtiāobǎP, ma pu t'iao pa W) (in Cantonese mah bouh tiu ba);
- 9. girandosi posizione ad arco e muovere in basso con il bastone (回身弓步下撥棍T, 回身弓步下拨棍S,  huíshēngōngbùxiàbōgùn P, hui shen kung pu hsia po kun W) (in Cantonese wuih san gung bouh hah buht gwan);
- 10. posizione ad arco a sinistra e battere obliquamente con il bastone  (左弓步斜擊棍T, 左弓步斜击棍S,  zuǒgōngbùxiéjīgùnP, tsuo kung pu hsie chi kun W) (in Cantonese yauh gung bouh cheh gik gwan);
- 11. posizione del mezzo cavaliere, impigliare e fendere con il bastone (半馬步掛劈棍T, 半马步挂劈棍S,  bànmǎbùguàpīgùnP, pan ma pu kua p'i kun W) (in Cantonese bun mah bouh gwa pek gwan);
- 12.  conficcare bastone nella posizione del mezzo cavaliere  (半馬步戳棍T, 半马步戳棍S,  bànmǎbùchuōgùn P, pan ma pu ch'uo kun W) (in Cantonese bun mah bouh cheuk gwan);
- 13. posizione del cavaliere e portare sulle spalle il bastone (馬步挑棍T, 马步挑棍S,  mǎbùtiāogùnP, ma pu t'iao kun W) (in Cantonese mah bouh tiu gwan);
- 14. posizione del cavaliere, impigliare e fendere con il bastone (馬步掛劈棍T, 马步挂劈棍S,  mǎbùguàpīgùnP, ma pu kua p'i kun W) (in Cantonese mah bouh gwa pek gwan);
- 15. posizione ad arco a sinistra e battere obliquamente con il bastone  (左弓步斜擊棍T, 左弓步斜击棍S,  zuǒgōngbùxiéjīgùnP, tsuo kung pu hsie chi kun W) (in Cantonese yauh gung bouh cheh gik gwan);
- 16. posizione vuota a sinistra e trarre a sé il bastone  (左虛步抽棍T, 左虚步抽棍S,  zuǒ xūbù chōu gùnP, tsuo hsu pu ch'uo kun W) (in Cantonese jo heui bouh jau gwan);

## Bang
Bàng (棒T, 棒S,  bàng P,  pang W) è anche un sinonimo di bastone ma nella lingua Cinese può essere utilizzato con il senso di randello o mazza. 
Nella Scuola Chang indica un Bastone Corto con  una lunghezza tale che, appoggiato perperdicolarmente a terra una delle estremità deve arrivare all'altezza dell'ombelico del praticante. Questo utilizzo linguistico non è riscontrabile altrove, mentre si parla ampiamente di duǎngùn (短棍T, 短棍S,  duǎngùn P,  tuan kun W) con quel significato.
Il bàng descritto in una voce dell'Enciclopedia di Baidu è un tipo di Bastone (短棍T, 棍S,  gùn P,  kun W) che è lungo 五尺T, 五尺S,  wǔchǐ P,  wu ch'i W , cioè un metro e sessanta centimetri e costruito con il legno dell'Albero della Cera Bianca (白蠟木T, 白蜡木S,  báilàmù P,  pai la mu W, il Fraxinus americana). Il  bàng come il gùn ha una forma decrescente dalla base alla sommità. Sono esistite varie tipologie di bàng, tanto che nel Wujing Zongyao sono descritte sette specie:
- mazza uncinata 鉤棒T, 钩棒S,  gōubàng P,  kou pang W;
- mazza degli artigli 抓子棒T, 抓子棒S,  zhuāzǐbàng P, tsua tsu pang W;
- mazza a denti di lupo 狼牙棒T, 狼牙棒S,  lángyábàng P, lang ya pang W, lunga due metri;
- mazza pestello 杵棒T, 杵棒S,  chǔbàng P, ch'u pang W, lunga un metro e sessanta;
- mazza asta 桿棒T, 杆棒S,  gānbàng P, kan pang W;
- grande mazza 大棒T, 大棒S,  dàbàng P, ta pang W;
- mazza della catena a molla 夾鏈棒T, 夹链棒S,  jiāliànbàng P, chia lien pang W.

Sun Wukong nel romanzo Viaggio ad Occidente utilizza una mazza del cerchio d'oro 金箍棒T, 金箍棒S,  jīngūbàng P, chin ku pang W di oltre due metri.

## Duan Gun
Il Bastone Corto (短棍T, 短棍S,  duǎngùn P,  tuan kun W)  è anche detto Asta Frusta (鞭杆T, 鞭杆S,  biāngān P,  pian kan W), mentre il Bastone Corto  di Wudang è chiamato Frusta a Coda di Tigre(虎尾鞭T, 虎尾鞭S,  hǔwěibiān P,  hu wei pian W), questo Bastone Corto è 1 metro.
Il duǎngùn descritto nel testo di Liú Yǒng è fatto con il legno del solito  báilàmù , ha una lunghezza di 50 centimetri, un diametro di circa 2 centimetri. Queste sono le parti che lo compongono:
- sezione dell'impugnatura (把段T, 把段S,  bǎduàn P,  pa tuan W);
- sezione media (中段T, 中段S,  zhōngduàn P,  chung tuan W);
- sezione della punta (梢段T, 梢段S,  shāoduàn P,  shao tuanW)

Qián Bǐngxiáng e Liú Xiǎobīn presentano una sequenza di Bastone Corto che ne utilizza uno lungo 60 centimetri.

## Taiji Bangchi
Il Bastone Regolo del sommo polo (太極棒尺T, 太极棒尺S,  TàijíbàngchǐP,  tai chi pang ch'i W) non è un'arma, ma un attrezzo molto corto usato per esercizi salutistici.

## Sequenze di Bastone
Jiang Rongqiao descrive l'esistenza di queste sequenze di bastone: il bastone del camminatore(行者棍T, 行者棍S,  xíngzhěgùn P,   hsing che kun W); il bastone all'altezza delle sopracciglia(齊眉棍T, 齐眉棍S,  qíméigùn P,   chi mei kun W); il bastone in 64 (figure)(六十四棍T, 六十四棍S,  liùshísìgùn P,   liu shih szu kun W) oggi detto il bastone (per condurre) il gregge(群羊棍T, 群羊棍S,  qúnyánggùn P,  chun yang kun W); ecc.
Il libro  Raccolta Completa di Tecniche di Bastone Shǎolín elenca una cinquantina di Taolu di questa arma:
- il bastone del vento e del fuoco(風火棍T, 风火棍S,  fēnghuǒgùn P,  feng huo kun W);
- il bastone del re Luó(罗王棍T, 罗王棍S,  luówánggùn P,  luo wang kun W);
- attizzatoio(燒火棍T, 烧火棍S,  shāohuǒgùn P,  shao huo kun W);
- Bastone del Grande Saggio del cielo qí(齊天大聖棍T, 齐天大圣棍S,  qítiāndàshènggùn P,  chi tien ta sheng kun W);
- Bastone del Fiore di Prugno(梅花棍T, 梅花棍S,  méihuāgùn P,  mei hua kun W);
- Bastone del Drago Attorcigliato(盤龍棍T, 盘龙棍S,  pánlónggùn P,  p'ang lung kun W);
- ecc.

### Fengmogun
Il bastone del demone pazzo (瘋魔棍T, 疯魔棍S,  fēngmógùn P,  feng mo kun W) è una sequenza che deve il suo nome ai movimenti veloci e repentini. Secondo il libro  fēngmógùn questa sequenza è anche chiamata bastone cieco(瞎子棍T, 瞎子棍S,  xiāzǐgùn P,  hsia tzu kun W) e fu creata da Guō Chángshēng 郭长生 e Mǎ Yīngtú 马英图 negli anni '30, includendo in essa l'essenza del bastone (per condurre) il gregge(群羊棍T, 群羊棍S,  qúnyánggùn P,  chun yang kun W), della  lancia del fiore di pero(梨花槍T, 梨花枪S,  líhuāqiāng P,  li hua chiang W),della lama Miao(苗刀T, 苗刀S,  miáodāo P,  miao tao W) e del metodo dei passi delle 24 figure delle braccia libere(通臂二十四式之步法T, 通臂二十四式之步法S,  tōngbì'èrshísìshìzhībùfǎ P,  t'ong pi er shi szu shi chi pu fa W).
Il bastone che è utilizzato in questa sequenza è 8-10 centimetri più lungo dell'altezza del praticante.

### Huogun
Il Bastone del Fuoco (火棍T, 火棍S,  huǒgùn P,  h'uo kun W) è un particolare tipo di bastone legato al Tempio Shaolin. La misura è calcolata in 13 impugnature ed è quindi legata alla dimensione della mano. Risultando circa un metro. L'arma sembra un randello grezzo, una clava. È considerato diviso in tre sezioni:
- sezione dell'impugnatura (把段T, 把段S,  bǎduàn P,  pa tuan W);
- sezione media (中段T, 中段S,  zhōngduàn P,  chung tuan W);
- sezione della punta (梢段T, 梢段S,  shāoduàn P,  shao tuanW)

#### Huogun Gunfa
La sequenza utilizza sei tecniche dette sei caratteri (六字T, 六字S,  liùzì P,  liu tzu W):
- spazzare (掃T, 扫S,  sǎo P,  sao W);
- fendere (劈T, 劈S,  pīP,  p'i W);
- agganciare (掛T, 挂S,  guàP,  kua W);
- interrompere (格T, 格S,  géP,  keW);
- battere (擊T, 击S,  jīP,  chiW);
- sollevare (撩T, 撩S,  liāoP,  liaoW).

Queste tecniche si declinano a loro volta in dodici movimenti.